# 櫻花任務
《櫻花任務》是由P.A.WORKS原創製作的日本電視動畫作品，本作也是自2011年的《花開物語》、2014年的《白箱》後「工作的女孩系列（働く女の子シリーズ）」的第三部作品，並以「區域振興」為主。 
2016年12月7日在P.A.WORKS與本作品的官方Twitter公開，同時宣布首播的時間與日期。2017年4月5日至9月20日在TOKYO MX等獨立局電視網首播，全25話。
導演是曾執導過《蠟筆小新：我和我的宇宙公主》的增井壯一、劇本統籌為《Free！》《打工吧！魔王大人》的橫谷昌宏、人物原案是《刀劍神域》《結城友奈是勇者》的BUNBUN與設定由《花開物語》《SHIROBAKO》《Charlotte》的關口可奈味擔任。

## 故事簡介
曾經在日本轟動一時，但隨着泡沫崩潰而幾乎完全失去往昔繁榮的迷你獨立國。間野山市現在仍然持續經營着這樣的迷你獨立國，是個已經荒廢的無比遺憾的觀光地。
木春由乃是一個人從東京來到鄉下，即将面臨短大畢業的20歲普通女生。她這樣夢想着在東京生活下去，接受了30多家公司的面试，却得不到工作肯定，积储也所剩无几。再這樣下去，就只能回到鄉下成為普通人了，就在她仍在这样纠结的某一天，忽然收到了來自以前曾经工作過的一家派遣事务所的委托。意外的被任命為「間野山」這個鄉下地方的「國王」，她將為了振興間野山市的地方觀光，與其他四位女孩子們，在一年內為地方觀光共同努力，並且讓自身成長的故事。

## 登場人物

### 主要人物
木春由乃（聲：七瀨彩夏）
安住浦市人。本身讨厌乡下，憧憬城市，希望在东京取得工作但面試都沒有成功。走投無路的情況下接受了「迷你獨立國國王」（乐园觀光大使）的工作委託，而前往間野山市。十分喜欢占卜。
一開始沒有看清楚合約內容，知道要住在間野山一年時想偷跑回東京，被丑松會長軟硬兼施地留了下來，逐漸萌生對振興計劃的興趣並成立了五人小組，希望能讓間野山起死回生到過去的繁榮時刻。
後來在活動中心看到照片，才想起小时候曾作为第10万客人来过間野山乐园游玩。
在間野山的工作告一段落後，依依不捨的離開間野山，接著前往比間野山更為落後的離島來從事振興城鎮的工作。
四之宮詩織（聲：上田麗奈）
間野山觀光協會職員，同時也是本地人，與由乃一同工作。性格开朗积极，安定保守，喜欢間野山市，同时很能持家。
對於城鎮中討厭間野山或是對其振興計劃冷漠的想法感到無法理解，由乃離開後仍舊留在間野山與真希和早苗努力振興間野山。
綠川真希（聲：安濟知佳）
間野山市本地人，演员梦破碎后从东京回到故乡。在城市小剧团工作时，为了生计还兼职过多份工作。
對於間野山的一切抱持冷漠的態度，同時亦與家人間不合，後來與由乃等人共事後改變想法，留在家鄉從事振興工作。
織部凜凜子（聲：田中知惠美）
間野山市本地人，和詩織是青梅竹马。和木春由乃同樣討厭居住在樸素的鄉下，但没勇氣進入大都市。有对知认生物及超常现象等情报的兴趣。原本都宅居在家中，因為由乃等人而走出家門成為振興小組的一份子，由乃離開後，準備離開間野山並出國來增加自己的視野。
香月早苗（聲：小松未可子）
東京出身。大学毕业后就职于IT企业，之后辞职并移居到间野山。
憧憬着乐活生活，借用老旧民宅从事着网页设计系的工作。但後來向由乃透露自己曾為在東京工作過勞生病。又發現自己的工作被人給取代才逃到間野山，與由乃開始共事後調整自己的心態，來為間野山的振興工作盡一份心力。

### 間野山觀光協會
門田丑松（聲：斧篤志、江口拓也（高中））
觀光協會會長。老年男性。曾是卓柏卡布拉王國的第一代國王。精力充沛。個性如同老頑童般的十分任性。一直致力於間野山的振興計劃。和商店街會長千登勢之間水火不容。兩人也經常吵架。
後期透露年輕時曾和千登勢、博士組過樂團。原本三人计划離開间野山前往東京闖盪，但临走时丑松猶豫為何不能留在鄉下而毀約，自此和千登勢交惡。
山田孝（聲：下野紘）
茶色頭髪的男性。觀光協會職員。有一名女朋友。和美濃常被被丑松會長的振興計劃耍的團團轉。
美濃（聲：濱野大輝）
戴眼鏡的男性。觀光協會職員。已婚。和山田常被丑松會長的振興計劃耍的團團轉。
信樂（聲：小林操）
觀光協會的事務局長。非常沉默寡言。书道初段。

### 間野山商店會
織部千登勢（聲：伊澤磨紀、日笠陽子（高中））
商店街會長，凜凜子的祖母。對於傳統十分的堅持而與丑松感情交惡。也看不慣由乃等人的作為而常出聲斥責。年輕時曾和丑松、博士組過樂團。原本三人要暗自離開間野山到東京一圓自己的音樂夢，但被丑松破壞約定後開始對他不諒解。後來在由乃等人的努力下態度軟化。後期對觀光協會的振興計劃也有所支持。
安潔莉卡（聲：森奈奈子）
開店從事飲食業的女性。同時也是育有一兒一女的單親媽媽。本身亦擅長占卜。常以自己的方式來支持由乃等人的振興計劃。
鈴木艾莉卡（聲：黑澤朋世）
安潔莉卡的女兒。本身很討厭間野山。對由乃等人更是冷言冷語。暗自喜歡浩介。為了離開鄉下而和自己的母親-安潔莉卡發生過很嚴重的爭執。後期認同由乃等人的振興計劃。
一志（聲：興津和幸）
間野山從事雕塑的雕刻師。北海道出身。個性與師弟相比較為嚴肅且沉默寡言。初期對於由乃等人的計劃抱持懷疑的態度。後來自己的木雕作品被展示在間野山的車站而對由乃等人改觀。
辰男（聲：野瀨育二）
一志的師弟。大阪出身。個性與師兄一志相比要開朗許多。對於關光協會的計劃多所支持。同時暗自對五人小組之一的早苗抱有好感。
野毛（聲：上田燿司、青木瑠璃子（少年））
書店店主。一開始冷眼看待由乃等人的振興計劃。後期轉而支持。並在廢棄學校又開了一間咖啡屋。与金田和高见是小学时期的青梅竹马。
熊野克己（聲：羽多野涉）
法式餐厅卢尔斯的厨师。独自前往法国进行厨师修行，之后在老家间野山经营餐厅。小百合的高中同学。

### 間野山青年會
高見澤（聲：小西克幸）
巴士司機。年輕時曾擔任卓柏卡布拉王國的王子殿下。與丑松是舊識。對由乃等人的振興計劃抱持觀望的態度。後來轉而支持。
年輕時是個大帥哥。曾在擔任王子殿下時接待過小時候倒訪間野山的由乃。经常在安洁莉卡的店吃饭，与金田和野毛是小学时期的青梅竹马。
金田一（聲：野川雅史、樺山南（少年））
警官。与高見和野毛是小学时期的青梅竹马。似乎对间野山的每一条道路都十分了解。
綠川浩介（聲：小林裕介）
真希的弟弟。在“咚咚俱乐部”教孩子们打太鼓。非常喜欢和蜜瓜有关的食物。
柿村（聲：德本英一郎）
33岁。农家，生产芜菁和大米。“放手去爱 间野山”之旅的参加者。
涩川（聲：下妻由幸）
原本经营寿司店，现在以参加大胃王大赛为目标。“放手去爱 间野山”之旅的参加者。
平一平（聲：杉崎亮）
团体职员。“放手去爱 间野山”之旅的参加者。

### 間野山關係者
涼鞋先生（聲：Vinay Murthy）
金髪外國人。經常背著吉他來回，擅長現代繪畫，也有畫作掛在安潔莉卡的餐廳處。與本動畫宣稱的原作者亞歷山大·西奈·德比斯·卓里比達克（Alexandre S.D. Celibidache）同名。
界內聞名的流浪藝術家，以畫家、演奏家、雕刻家、版畫家、曲藝家稱著。
曾祖母是間野山人，所以有八分之一當地血統。曾祖父是櫻花池設計建造者。
博士（聲：山路和弘、上田燿司（高中））
「毒島製作所」的主人，十分擅长机械制作。年轻时曾与丑松、千登势组乐队。
四之宮貴之（聲：楠見尚己）
詩織的父親。作为兼职经营着农家。
四之宮千賀子（聲：今井詩子）
詩織的母親。
四之宮紗織（聲：能登麻美子）
詩織的姐姐，在隔壁城镇的综合医院兒科專科就职护士。
綠川巖（聲：星野充昭）
真希的父親，担任当地小学的教头。曾因真希擅自退學而和真希吵架，但於澄子生日當天和真希再次見面後逐漸和好
綠川澄子（聲：進藤尚美）
真希的母親。
門田絹（聲：槙原千夏）
丑松的妻子。
石川玲香（聲：斋藤枫子）
真希高中时代在演剧部的前辈。在真希的协助请求下，参加了二中纪念舞台。

### 蕨矢村落
鈴原廉之介（聲：中博史）
住在蕨矢村落的獨居老人，喜欢喝单一麦芽威士忌。以前是大學的文化人類學教授，20年前移居到間野山，研究蕨矢聚落的文化。
雅爷（聲：长岛雄一）
住在蕨矢集落的独居老人。集落的气氛制造者。喜欢屁股（特别是年轻女性的）。
茂爷（聲：堀越富三郎）
住在蕨矢集落的独居老人。有在田里种植黄瓜。
五郎爷（聲：佐佐健太）
住在蕨矢集落的独居老人。对肥料有特别的执着。
清（聲：仲村香织）
住在蕨矢集落的独居老人。兴趣是制作荞麦面和采摘蘑菇。

### 其他
澤野萌（聲：水瀨祈）
電影《第二次的森林》（ふたたびの森）的女主角。真希的後輩。在電視劇、綜藝等節目中活躍的新人女演員。
久米朋治（聲：一條和矢）
北陸電視台的主持。在节目企划方面很有影响的台内人气报道员。
雨宮幸也（聲：加藤將之）
北陸電視台的新聞部主任，間野山出身。負責受歡迎的節目「放熱山脈」。

### 由乃的家族
木春惣一郎（聲：西谷修一）
由乃的父親。
木春八重（聲：仲村香織）
由乃的母親。
木春汀（聲：洲崎綾）
由乃的妹妹，高中一年級。有一名男友。

## 用語
間野山市
作品架空的舞台。是失去往昔繁榮的鄉下村莊。屬於富山縣。
主要種植蕪菁。
卓柏卡布拉王國
圍繞在間野山市的迷你獨立王國。現在已成荒廢地。
前身是利用政府發放振興經費成立之蕪菁王國「卡布拉王國」。後因熱潮退去，加上新的未知生物熱潮，在不顧商店街居民反對下，被丑松大筆一揮改成「卓柏卡布拉王國」。
三祭具
主持蛟龍祭的三件祭具，分別是劍鉾、吊太鼓、黃金龍。

## 電視動畫

### 製作人員
- 原作：Alexandre S. D. Celibidache
- 導演：增井壯一
- 劇本統籌：橫谷昌宏
- 編劇：橫谷昌宏、入江信吾
- 人物原案：BUNBUN
- 人物設定、總作畫監督：關口可奈味
- 人物設定補佐：市原圭子
- 道具設計：鍋田香代子
- 美術監督：佐藤步
- 美術設定：宮岡真弓、鹽澤良憲、小木齊之
- 色彩設計：中野尚美
- 攝影監督：橫山翼
- 3D導演：小川耕平
- 剪輯：高橋步
- 音響監督：飯田里樹（日语：飯田里樹）
- 音樂企劃製作：(K)NoW_NAME
- 音樂：宮崎誠（日语：宮崎誠）
- 音樂製作人：三上政高
- 製作人：齋藤雅哉、小林宏之、相馬紹二
- 線上製作人：山本輝
- 動畫製作：P.A.WORKS
- 製作：櫻花任務製作委員會

### 主題曲
片頭曲
「Morning Glory」（第1－13話）
作詞：(K)NoW_NAME:eNu，作曲、編曲：(K)NoW_NAME:Makoto Miyazaki，主唱：(K)NoW_NAME:NIKIIE
「Lupinus」（第14－24話）
作詞：(K)NoW_NAME:Genki Mizuno，作曲・編曲：(K)NoW_NAME:R・O・N，主唱：(K)NoW_NAME:Ayaka Tachibana
片尾曲
「Freesia」（第1－13、25話）
作詞：(K)NoW_NAME:Genki Mizuno，作曲・編曲：(K)NoW_NAME:R・O・N，主唱：(K)NoW_NAME:Ayaka Tachibana
「Baby's Breath」（第14－24話）
作詞：(K)NoW_NAME:eNu，作曲・編曲：(K)NoW_NAME:Shuhei Mutsuki，主唱：(K)NoW_NAME:NIKIIE
插入曲
（第3話）
作詞、作曲、編曲：(K)NoW_NAME:Makoto Miyazaki，主唱：椿由乃( (K)NoW_NAME:eNu )
「thyme」（第7話）
作詞：(K)NoW_NAME:AIJ，作曲、編曲：(K)NoW_NAME:Makoto Miyazaki，主唱：(K)NoW_NAME:NIKIIE
（第11&25話）
作詞、作曲、編曲：(K)NoW_NAME:Makoto Miyazaki，主唱：織部凜凜子（田中知惠美）
「Alcedo Atthis」（第13話）
作詞、作曲、編曲：(K)NoW_NAME:Makoto Miyazaki，主唱：Ptolemaios[(K)NoW_NAME:Makoto Miyazaki]
「gravity」（第13話）
作詞、作曲、編曲：(K)NoW_NAME:Makoto Miyazaki，主唱：Ptolemaios[(K)NoW_NAME:Makoto Miyazaki]
「Ptolemaic system」（第13話）
作詞、作曲、編曲：(K)NoW_NAME:Makoto Miyazaki，主唱：Ptolemaios[(K)NoW_NAME:Makoto Miyazaki]
（第16话）
作词：横谷昌宏，作曲、编曲：(K)NoW_NAME:Makoto Miyazaki，主唱：门田丑松（江口拓也）织部千登势（日笠阳子）

### 各話列表
| 話數   | 日文標題 | 中文標題       | 劇本     | 分鏡       | 演出                       | 作畫監督 | 總作畫監督 |
| ------ | -------- | -------------- | -------- | ---------- | -------------------------- | --- | ---------- |
| 第1話  |          | 前往魔山       | 橫谷昌宏 | 增井壯一   | 太田知可                   | 三浦菜奈 | 關口可奈味 |
| 第2話  |          | 集結的五位勇者 | 橫谷昌宏 | 增井壯一   | 大西景介                   | 諏訪壯大、 | 關口可奈味 |
| 第3話  |          | 曼德拉的呼喊   | 橫谷昌宏 | 平牧大輔   | 本間修                     | 市原圭子 | 關口可奈味 |
| 第4話  |          | 孤高的鍊金術師 | 橫谷昌宏 | 倉川英揚   | 橋本千繪                   | 日下部智津子 | 關口可奈味 |
| 第5話  |          | 世界樹的萌芽   | 橫谷昌宏 | 室井富美江 | 太田智章                   | 橫山沙弓、渥美智也 市原圭子、LEE SANG JIN 森島範子、杉光登                                                                                       | 關口可奈味 |
| 第6話  |          | 田園的化妝舞會 | 入江信吾 | 平牧大輔   | 平牧大輔                   | 福井麻記、市原佳子 、富永詠一 | 關口可奈味 |
| 第7話  |          | 煉獄之館       | 入江信吾 | 倉川英揚   | 倉川英揚                   | 鍋田香代子 | 關口可奈味 |
| 第8話  |          | 妖精的食譜     | 入江信吾 | 增井壯一   | 西道拓哉                   | 佐竹秀幸 | 關口可奈味 |
| 第9話  |          | 淑女的天秤     | 入江信吾 | 許琮       | 太田知章                   | 諏訪壯大 | 關口可奈味 |
| 第10話 |          | 龍之逆鱗       | 橫谷昌宏 | 岩月甚     | 岩月甚                     | 市原佳子、渥美智也 福井麻記、Shin min seop Jung chul gyo                                                                                         | 關口可奈味 |
| 第11話 |          | 忘卻的安魂曲   | 橫谷昌宏 | 今泉賢一   | 今泉賢一                   | 鍋田香代子、辻智子 安田祥子、佐藤浩一 市原佳子                                                                                                   | 關口可奈味 |
| 第12話 |          | 黎明的公會     | 入江信吾 | 高橋正典   | 高橋正典                   | 市原佳子、福井麻記 阿部美佐緒、鍋田香代子 早乙女義之、 菊池政芳、關真弓                                                                          | 關口可奈味 |
| 第13話 |          | 提線人偶的宴會 | 入江信吾 |            | 政木伸一                   | 鍋田香代子、辻智子 阿部美佐緒、日下部智津子 | 關口可奈味 |
| 第14話 |          | 國王的斷罪     | 橫谷昌宏 | 平牧大輔   | 平牧大輔                   | 諏訪壯大、高橋瑞紀 市原圭子、林智子 柴田裕司、鈴木理沙                                                                                           | 關口可奈味 |
| 第15話 |          | 國王歸來       | 橫谷昌宏 | 許琮       | 太田知章                   | 辻智子、鍋田香代子 市原圭子、鈴木理沙 福井麻記、安田祥子 柴田裕司、早乙女義行                                                                    | 關口可奈味 |
| 第16話 |          | 湖上的小丑     | 橫谷昌宏 | 岩月甚     | 岩月甚                     | 阿部美佐緒、鍋田香代子 應地千晶、高橋瑞紀 Lee Min-bae、中山美雪 市原圭子                                                                         | 關口可奈味 |
| 第17話 |          | 斯芬克斯的遊戲 | 入江信吾 | 今泉賢一   | 鈴木拓磨                   | 菊池政芳、關真弓 金璐浩、Jumondou Seoul 辻智子、鍋田香代子                                                                                       | 關口可奈味 |
| 第18話 |          | 彌涅耳瓦之杯   | 入江信吾 | 倉川英揚   | 筑紫大介                   | 鍋田香代子、辻智子 阿部美佐緒、高橋瑞紀 市原圭子、岩崎亮 福井麻記、末田晃大                                                                      | 關口可奈味 |
| 第19話 |          | 霧的風俗       | 入江信吾 | 本間修     | 本間修                     | 鍋田香代子、高橋瑞紀 Ryu Seung-chul、柴田裕司 | 關口可奈味 |
| 第20話 |          | 聖夜的鳳凰     | 入江信吾 | 坂田純一   | 橋本千繪                   | 日下部智津子 | 關口可奈味 |
| 第21話 |          | 冰之鎮的妖精   | 橫谷昌宏 | 高橋正典   | 高橋正典                   | 野口征恒、原田峰文 新岡浩美、飯塚葉子 松本弘、德田拓也                                                                                           | 關口可奈味 |
| 第22話 |          | 新月的灯火     | 橫谷昌宏 | 平牧大輔   | 平牧大輔                   | 鍋田香代子、辻智子 阿部美佐緒、市原圭子 高橋瑞紀、Kim Yongsik 福井麻記、粟井重紀                                                                 | 關口可奈味 |
| 第23話 |          | 雪融的水晶     | 入江信吾 | 橋本昌和   | 菅沼芙實彥                 | 鍋田香代子、市原圭子 辻智子、岩崎亮 Lee min-bae、壽門堂                                                                                          | 關口可奈味 |
| 第24話 |          | 悠久的纪念碑   | 橫谷昌宏 | 今泉賢一   | 今泉賢一                   | 關口可奈味、秋山有希 鍋田香代子、辻智子 高橋瑞紀、阿部美佐緒 市原圭子、梅下真奈美 佐藤好、福井麻記                                               | 關口可奈味 |
| 第25話 |          | 櫻花王國       | 橫谷昌宏 | 增井壯一   | 太田知章 平牧大輔 高橋正典 | 鍋田香代子、辻智子 市原圭子、阿部美佐緒 福井麻記、高橋瑞紀 岩崎亮、小橋陽介 梅下麻奈未、秋山有希 川面恒介、Lee Min-bae 柴田裕司、池津壽惠 佐藤好 | 關口可奈味 |

### 播放電視台
日本深夜動畫：下文記載的日本国内播放時間使用日本標準時間（UTC+9）表示。因為部分時間标识會採用30小时制，因此請留意这类超过24:00的时间，其實際播放時間為翌日清晨。
| 播放地區   | 播放電視台       | 播放日期                    | 播放時間（UTC+9）         | 所屬聯播網 | 備註                              |
| ---------- | ---------------- | --------------------------- | ------------------------- | ---------- | --------------------------------- |
| 東京都     | TOKYO MX         | 2017年4月5日－9月20日       | 星期三 24時00分－24時30分 | 獨立局     |                                   |
| 日本全國   | AT-X             | 2017年4月5日－9月20日       | 星期三 24時00分－24時30分 | 衛星電視   |                                   |
| 日本全國   | 亞馬遜日本       | 2017年4月5日－9月20日       | 星期三 24時30分 更新      | 網路電視   | 除了第1話在星期三24時00分更新以外 |
| 近畿廣域圈 | 朝日放送         | 2017年4月5日－9月20日       | 星期三 26時44分－27時14分 | 朝日電視網 | 『星期三動畫〈水MON〉』時段       |
| 日本全國   | 日本BS放送       | 2017年4月6日－9月21日       | 星期四 24時00分－24時30分 | 衛星電視   | 『ANIME+』時段                    |
| 日本全國   | niconico現場直播 | 2017年4月7日－9月22日       | 星期五 23時00分－23時30分 | 網路電視   |                                   |
| 日本全國   | niconico頻道     | 2017年4月7日－9月22日       | 星期五 23時30分 更新      | 網路電視   |                                   |
| 日本全國   | DMM.com          | 2017年4月8日－9月23日       | 星期六 10時00分 更新      | 網路電視   |                                   |
| 日本全國   | 萬代頻道         | 2017年4月8日－9月23日       | 星期六 12時00分 更新      | 網路電視   |                                   |
| 富山縣     | 鬱金香電視台     | 2017年4月8日－9月23日       | 星期六 26時08分－26時38分 | 東京電視網 | P.A.WORKS所在地                   |
| 日本全國   | Happy！動畫      | 2017年4月12日－9月27日      | 星期三 12時00分 更新      | 網路電視   |                                   |
| 青森縣     | 青森朝日放送     | 2017年8月9日－2018年1月24日 | 星期三 26時10分－26時40分 | 獨立局     |                                   |

海外播放，animax香港在2018年5月30日起，逢星期三和星期四，傍晚八至九時連播兩集，台灣於2018年5月18日起，每晚的零時三十分播放，每次播一集。

### 藍光&DVD
| 卷數 | 發行日期       | 收錄話數       | 規格編號   | 規格編號   |
| 卷數 | 發行日期       | 收錄話數       | 藍光初回版 | DVD初回版  |
| ---- | -------------- | -------------- | ---------- | ---------- |
| 1    | 2017年7月19日  | 第1話－第3話   | TBR-27231D | TDV-27241D |
| 2    | 2017年8月9日   | 第4話－第7話   | TBR-27232D | TDV-27242D |
| 3    | 2017年9月13日  | 第8話－第11話  | TBR-27233D | TDV-27243D |
| 4    | 2017年10月18日 | 第12話－第14話 | TBR-27234D | TDV-27244D |
| 5    | 2017年11月15日 | 第15話－第18話 | TBR-27235D | TDV-27245D |
| 6    | 2017年12月13日 | 第19話－第22話 | TBR-27236D | TDV-27246D |
| 7    | 2018年1月17日  | 第23話－第25話 | TBR-27237D | TDV-27247D |

## 漫畫版
漫畫版分為改編自動畫的正篇，以織部凜凜子作為主人翁的外傳，以及由多名漫畫家根據原作故事分別創作而成的漫畫選集，均由芳文社出版发行。

### 正篇
由古日向彩葉作畫，其中第一話特別刊登於同年4月24日發售的《Manga Time Kirara Forward》2017年6月號。
- 古日向彩葉（漫畫）、Alexandre S.D. Celibidache（原作）《櫻花任務》，芳文社〈Manga Time KR Comics Forward系列〉，全5冊。
  1. 2017年5月12日發售[11] ISBN 978-4-8322-4834-2
  2. 2017年6月12日發售[11] ISBN 978-4-8322-4845-8
  3. 2017年9月12日發售[11] ISBN 978-4-8322-4871-7
  4. 2018年3月12日發售[11] ISBN 978-4-8322-4928-8
  5. 2018年10月11日發售[11] ISBN 978-4-8322-4984-4

### 外傳
由作畫，標題為《織部凜凜子的每日工作報表》（日语：織部凛々子の業務日報）。其中第一話特別刊登於同年5月24日發售的《Manga Time Kirara Forward》2017年7月號。
- （漫畫）・Alexandre S.D. Celibidache（原作）《櫻花任務外傳 織部凜凜子的每日工作報表》，芳文社〈Manga Time KR Comics Forward系列〉，全2冊。
  1. 2017年7月12日發售[13] ISBN 978-4-8322-4853-3
  2. 2018年2月9日發售[13] ISBN 978-4-8322-4919-6

### 選集
1. 2017年8月10日發售[14] ISBN 978-4-8322-4864-9

## 外部連結
- 電視動畫「SAKURA QUEST」官網 （日語）
- 電視動畫「SAKURA QUEST」官方的X（前Twitter） （日語）
- 電視動畫「SAKURA QUEST」朝日放送介紹頁 （日語）
- 電視動畫「SAKURA QUEST」東京都會電視台介紹頁 （日語）
- 電視動畫「SAKURA QUEST」AT-X電視台介紹頁 （日語）
- 電視動畫「SAKURA QUEST」Niconico頻道正版放送專題 （日語）